# Jonathan Strange et Mr Norrell
Pour les articles homonymes, voir Strange et Norell.
Jonathan Strange et Mr Norrell (titre original : Jonathan Strange & Mr Norrell) est un roman de fantasy écrit par l'auteur britannique Susanna Clarke. Premier ouvrage de l'auteur, le roman est sorti en 2004 en Angleterre, aux éditions Bloomsbury. Il a été édité en France par les éditions Robert Laffont en 2007.
Ce roman a reçu le prix Locus du meilleur premier roman 2005, ainsi que le prix Hugo du meilleur roman 2005 et le prix World Fantasy du meilleur roman 2005. Il a été également proposé pour le Man Booker Prize 2004.

## Résumé
Dans l'Angleterre des guerres napoléoniennes, le dernier vrai magicien, Gilbert Norrell, se rend à Londres pour offrir ses services à la Cour. De succès en victoires, il fait la connaissance du jeune Jonathan Strange qui aspire à devenir le plus grand des magiciens. Ensemble, ils parviennent à éblouir l'Europe de leurs exploits. Mais une erreur de Gilbert Norrell les amènera à affronter un redoutable adversaire immortel, le garçon-fée Lare, et à subir les douloureuses épreuves que sa folie leur infligera. Seul Jonathan Strange, attiré par l'héritage mystique de John Uskglass, dit Le Roi Corbeau, maître absolu de la magie de trois mondes, sera en mesure de sauver les personnes torturées par Lare dans son château, mais il lui faudra en payer le prix. La culpabilité de Gilbert Norrell découverte, Jonathan Strange et lui se livrent une guerre sans merci pour le contrôle de la magie, animés l'un par la soif de connaissance et l'autre par la vengeance, mais tous deux manipulés par un ennemi aux plans tortueux et sinistres...

## Thèmes développés
L'amitié
La fin du roman suggère que celui-ci s'articule principalement autour de l'histoire d'une amitié, celle de Gilbert Norrell et de Jonathan Strange, et des divergences d'opinion qui peu à peu les séparent. C'est du moins l'opinion de plusieurs chroniqueurs. 
Par ailleurs, il faut remarquer que plusieurs autres personnages importants fonctionnent souvent par couple d'amis : il en est ainsi de Lady Pole et d'Arabella Strange, ou de Lascelles et Drawlight par exemple. 
La raison et la folie

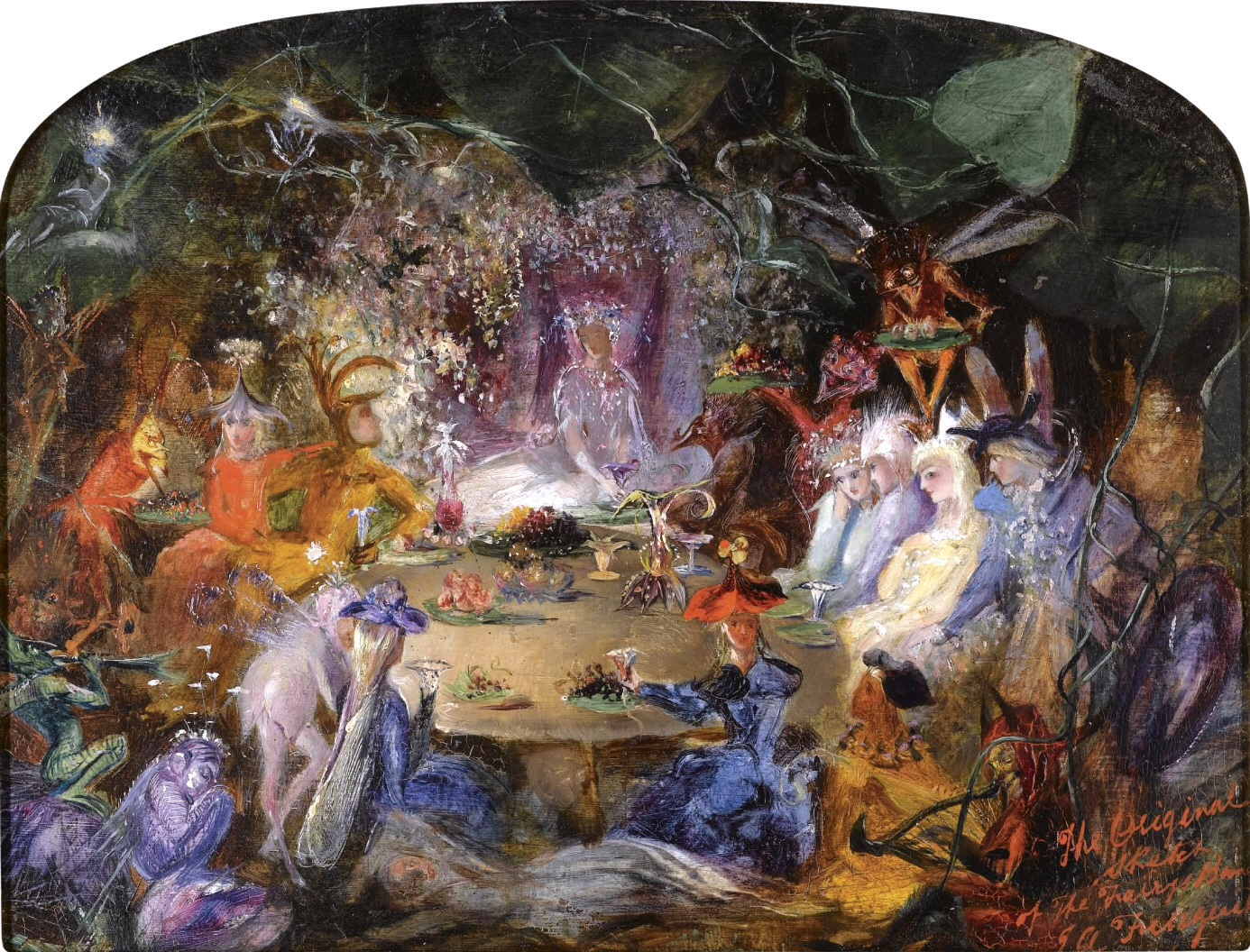
The Fairy Banquet (Le Banquet des fées), peinture de John Anster Fitzgerald en 1859.

Le roman n'évoque pas tant le combat entre le bien et le mal que les différences entre raison et folie. Ainsi, le monde des fées est connecté à celui de la folie : les fous peuvent voir les fées, par exemple. Lady Pole, qui est emmenée par les fées, passe pour une folle aux yeux de son entourage, car elle est victime d'un enchantement. 
Le caractère anglais
Non seulement le style du roman évoque les grands romans anglais (certains critiques l'ont même rapproché de Jane Austen ou encore de Walter Scott), mais Jonathan Strange et Mr Norrell est également un roman sur l'Angleterre à proprement parler. 
En effet, le but principal de Gilbert Norrell comme de Jonathan Strange est précisément de restaurer la magie en Angleterre. Le pays est présenté comme une terre de féerie, une terre ancestrale, seule capable de faits magiques (contrairement aux français : dans le roman, Napoléon Ier échoue à chaque fois qu'il cherche à se faire présenter un magicien). 
Par ailleurs, Susanna Clarke a déclaré avoir voulu mettre particulièrement en évidence, lors de ses descriptions, la beauté du paysage anglais.

## Écriture et publication du roman
Susanna Clarke eut d'abord l'idée d'écrire Jonathan Strange et Mr Norrell alors qu'elle travaillait à Bilbao, en Espagne, en 1993. À son retour en Angleterre, elle s'inscrivit à un atelier d'écriture, puis s'attela à la rédaction de son roman. Cela lui prit dix ans. Elle ne commença à chercher un éditeur qu'en 2003. Les éditions Bloomsbury, fortes du succès de la série Harry Potter, acceptèrent de la publier. Tout fut misé sur le succès de Jonathan Strange et Mr Norrell : en effet, avant même la sortie du livre, 250 000 copies de l'édition en poche avaient été imprimées et les négociations pour sa traduction en dix-sept langues différentes avaient déjà été entreprises. En France, c'est finalement les éditions Robert Laffont qui pourront le publier. Le roman deviendra un best-seller.

## Adaptations
Le contrat pour l'adaptation au cinéma des aventures de Mr Norrell et de son élève a été signé en octobre 2004 par New Line Cinema. Le scénario est écrit par Christopher Hampton, notamment auteur du scénario d'une adaptation des Liaisons Dangereuses récompensée par un Oscar du cinéma. La fusion de New Line Cinema avec Warner Bros. enterre le projet.
En 2015, la BBC produit Jonathan Strange & Mr Norrell, une mini-série en sept épisodes adaptée du roman, avec Eddie Marsan dans le rôle de Mr Norrell et Bertie Carvel dans celui de Jonathan Strange. La mini-série est diffusée du 17 mai au 28 juin 2015 sur BBC One. Elle est très bien accueillie par la critique avec 86 % de critiques favorables, avec une note moyenne de 7,2/10 et sur la base de 21 critiques collectées sur le site Rotten Tomatoes.

## Éditions
- Jonathan Strange & Mr Norrell, Bloomsbury, 8 septembre 2004, 782 p.  (ISBN 0-7475-7055-8)
- Jonathan Strange et Mr Norrell, Robert Laffont, 23 février 2007, trad. Isabelle D. Philippe, 864 p.  (ISBN 978-2-221-10404-0)
- Jonathan Strange et Mr Norrell,  Le Livre de poche no 30955, 21 février 2008, trad. Isabelle D. Philippe, 1 149 p.  (ISBN 978-2-253-11283-9)